# Udehe

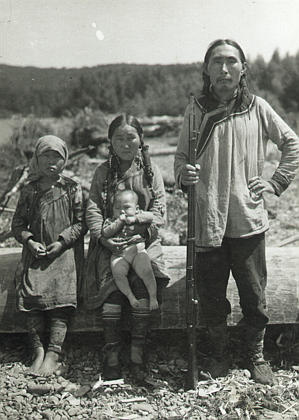
Udehe-Familie (1940er Jahre)

Die Udehe (auch Udegen oder Udege, von russisch Удэгейцы, Udegeizy) sind ein indigenes Volk im Südosten Sibiriens.
Sie bevölkern das Gebiet entlang des Amur und seiner rechten Nebenflüsse Ussuri, Anjui und Gur (Chungari) in den zu Russland gehörenden Regionen Primorje und Chabarowsk. Die Udehe sprechen die udeheische Sprache, die zur tungusischen Sprachfamilie gehört. 2002 lebten noch 1657 Udegen in der Region, ein leichter Anstieg gegenüber der Volkszählung 1970 (1500).
Traditionell sind sie sesshafte Jäger, Fischer und Sammler. Obwohl die Sowjetzeit erhebliche Veränderungen der ökonomischen und sozialen Bedingungen mit sich brachte, sind subsistenzorientierte Jagd (mit modernen Waffen; viele traditionelle Techniken und Kenntnisse gerieten in Vergessenheit) sowie die marktorientierte Pelztierjagd auch heute noch die wichtigsten Quellen für den Lebensunterhalt.
Die traditionelle Religion der Udehe ist schamanistisch geprägt, zeigt aber auch Einflüsse der chinesischen Religionen. Der Tigerkult spielt eine besonders wichtige Rolle. Noch heute gilt das Töten eines Tigers den Menschen als größtes Verbrechen.
In der zweiten Hälfte des 19. Jhs. wanderten einige Udehe-Gruppen, vor allem solche, die während der Qing-Dynastie teilweise sinisiert worden waren, über den Sichote-Alin und den Ussuri nach China. Dort sind ihre Nachfahren (angeblich um die 500 Menschen) als Qiakala (chinesisch 恰卡拉人, Pinyin Qiàkǎlā rén) bekannt. Sie siedeln im Südosten der Provinz Heilongjiang und im Nordosten der Provinz Jilin und werden offiziell der manjurischen Nationalität zugeordnet.
Eine relativ große Udehe-Siedlung ist Gwasjugi, etwa 120 km südöstlich von Chabarowsk.